# Dood tij (hoorspel)
Dood tij is een hoorspel van Frank Meyer. De VARA zond het uit op woensdag 27 maart 1974, van 16:03 uur tot 16:45 uur (met een herhaling op woensdag 8 september 1976). De regisseur was Ad Löbler.

## Rolbezetting
- Gerrie Mantel
- Hans Karsenbarg
- Dries Krijn
- Paula Majoor
- Donald de Marcas
- Trudy Libosan
- Janine van Elzakker

## Inhoud
Dit is een spel van en met symbolen. Achter het woord beweegt een begrip. Een koor zingt: “Wij doen een balspel op het strand. Wij doen een strandspel met de bal. Wij doen  een spel met de strandbal.” Verder is er de zee en het strand en de lucht en een meeuw daarin, maar verder is er niets te zien, verder is er niets te horen. “Ik speel met de bal,” zingt het koor. “Zul je hem vangen?” “Ik werp de bal, let goed op. Ik gooi de bal. Laat hem niet vallen, want dan sta je buiten de kring.” Niemand weet precies wanneer het zijn beurt is, maar als je de bal mist, dan ben je uit. En als je uit bent, dan is het afgelopen met je. Dan sta je buiten de kring. Maar er is niets om bang voor te zijn. We krijgen allemaal wat we verdienen. Het spel beweegt als de zee; er is eb en vloed. En dood tij!...